# Mauro Cía
Gualberto Mauro Cía (1925- ?) fue un boxeador argentino de peso medio pesado y pesado, ganador en la primera categoría de la medalla de bronce en los Juegos Olímpicos de Londres 1948. Desarrolló también una breve carrera como actor cinematográfico, actuando en las películas Su última pelea (1949), Diez segundos (1949) y Nace un campeón (1952), esta última con Luis Ángel Firpo.

## Medalla de bronce de 1948
Mauro Cía, con 29 años, era Oficial Ayudante de la Policía Federal Argentina cuando fue designado para integrar la delegación argentina de boxeo en los Juegos Olímpicos de Londres 1948, después de vencier en la selectiva a Rinaldo Ansaloni.
En la categoría peso medio pesado, el argentino debió enfrentar en la primera ronda al holandés Hennie Quentemeijer, campeón europeo y favorito para ganar la medalla de oro, venciéndolo por puntos ante la sorpresa general. En octavos de final venció al uruguayo Felipe Suárez por descalificación en el tercer asalto y en cuartos de final, por puntos, al polaco Franciszek Szymura.
En semifinales el argentino perdió por puntos con el sudafricano George Hunter, quien a la postre resultaría medalla de oro. Con los ojos hinchados y semicerrados, cortes en las mejías e cejas, y la mano derecha tan inflamada que no cabía al guante, los técnicos y el médico de la delegación no querían dejar Cía participar de la lucha por el bronce en el día siguiente. Cía se impuso, y fue enfrentar al australiano Adrian Holmes. En el tercer asalto, un golpe de Cía hizo Holmes caer. Holmes intentó levantarse, pero no fue capaz por un tobillo lesionado. Cía fue declarado ganador por nocaut.
Después de regresar de Londres, Cía no quería luchar como profisional. Se retiró para cuidar de su madre enferma, fue sparring de Archie Moore y intentó entrar para la equipo de boxeo para los Juegos Olímpicos de Melbourne 1956.